# Lac de Pergusa
Le lac de Pergusa (Πυργούσσα en grec ancien) est un lac endoréique situé en Sicile au pied des monts Héréens, à 5 km d'Enna. Il est un lieu recherché par un grand nombre d'oiseaux lors de leurs migrations annuelles. Au-delà des populations ornithologiques, il abrite également des espèces de mammifères, de reptiles et d'amphibiens.

## Situation
Le lac est aujourd'hui encerclé par le circuit d'Enna-Pergusa, un important circuit automobile qui accueille des compétitions de courses internationales ainsi qu'un festival « Ferrari ».
Aux alentours du lac se trouve un site archéologique, connu sous le nom de Cozzo Matrice. Il abrite les ruines d'un ancien village fortifié qui contient d'imposants murs construits autour du IXe millénaire av. J.-C., une citadelle sacrée, une imposante nécropole et les traces d'un temple dédié à Déméter qui date de plus de 2 000 ans.
La forêt de Pergusa qui entoure le lac permet de le contempler avec de beaux panoramas.
En 2024, il devient à sec.

## Dans la culture
C'est à côté de ce lac que la déesse Perséphone (Proserpine), fille de Déméter, est enlevée par son oncle, le dieu des Enfers Hadès, dans la mythologie grecque. Elle est censée cueillir des fleurs sur la plaine d'Enna avec ses compagnes, quand, remarquant un narcisse, elle voit la terre s'ouvrir au moment où elle s'en saisit, et Hadès, surgissant du gouffre sur son char d'or aux chevaux immortels, s'empare d'elle et l'emporte malgré ses cris tandis que la terre se referme.

## Source de la traduction
- (en) Cet article est partiellement ou en totalité issu de l’article de Wikipédia en anglais intitulé « Pergusa Lake » (voir la liste des auteurs).